# Paris pour un beefsteak
Paris pour un beefsteak est une chanson écrite pendant et à propos du  siège de Paris en 1870, le 15 octobre 1870, par Émile Deureux, dans le journal de Blanqui La Patrie en danger sur l'air de Te souviens-tu ?.

## Interprète
- Armand Mestral dans l'album La Commune en chantant, Collectif. Disque vinyle double LP 33 Tours, 1971 - AZ STEC LP 89 – Réédition CD 1988 – Disc AZ

## Paroles
Vive la Paix ! La France est aux enchères ;
Demain, bourgeois, vous pourrez regoinfrer.
Bismarck attend au château de Ferrières
Que dans Paris, Thiers lui dise d’entrer.
Favre griffonne un dernier protocole, 
Trochu renonce à son plan incompris…
Allons Brébant, tourne la casserole :
Pour un beefsteak, on va vendre Paris.
Allons Brébant, tourne la casserole :
Pour un beefsteak, on va vendre Paris.
Que font à moi l’Alsace et la Lorraine ?
Dans ces pays, je n’ai ni champ ni bien.
Que le Prussien nous les laisse ou les prenne, 
Je m’en bats l’œil, car je n’y perdrais rien.
Plus que Strasbourg, ma table m’intéresse :
Metz ne vaut pas une aile de perdrix ;
Et puis, tout ça fait bouder ma maîtresse…
Pour un beefsteak, messieurs, rendons Paris.
Et puis, tout ça fait bouder ma maîtresse…
Pour un beefsteak, messieurs, rendons Paris.

J’entends des fous parler de résistance, 
De lutte à mort, de patrie et d’honneur !
Mon ventre seul exige une vengeance :
Sous le nombril j’ai descendu mon cœur.
Libre aux manants de rester patriotes, 
Et de mourir sous les feux ennemis ;
Moi, j’aime mieux la sauce aux échalotes…
Pour un beefsteak, messieurs, rendons Paris.

On dit encor que la France est mourante ;
Que l’étranger lui ronge les deux flancs ;
Et que partout, sous leur botte sanglante, 
Comme des serfs, nous courbent les uhlans.
Pleure qui veut de cette scène amère, 
Mais que la paix mette fin à ces cris !
La viande manque chez ma cuisinière…
Pour un beefsteak, messieurs, rendons Paris.
La viande manque chez ma cuisinière…
Pour un beefsteak, messieurs, rendons Paris.

Allons, c’est dit, bobonne, fais toilette ;
Au salon bleu remets des rideaux neufs.
Et toi, Manon, va battre l’omelette :
Grâce aux Prussiens, nous mangerons des œufs.
Je veux demain recevoir à ma table
Trois Bavarois, et je veux qu’on soit gris…
Vive la paix ! la Patrie est au diable !
Pour un beefsteak, on a rendu Paris.
Vive la paix ! la Patrie est au diable !
Pour un beefsteak, on a rendu Paris.